# Asteriflorae
Asteriflorae is een botanische naam, die in de Heukels (tot en met de 22e druk) gebruikt werd voor een superorde, ontstaan door de onderklasse Asteridae uit het Cronquist-systeem (1981) een rang werd terug te zetten: de inhoud van beide is hetzelfde.